# رضا الهجهوج
رضى الهجهوج هو لاعب كرة قدم مغربي من مواليد 2 يوليو 1994 بمدينة الدار البيضاء ، يشغل مركز الهجوم، بدا مشواره الكروي بنادي الوداد الرياضي حيت تكون وتدرج في جميع فئاته. وأنتقل خلال الميركاتو الصيفي 2016 إلى نادي عجمان الإمارتي و لعب لاحقاً في نادي الفيصلي السعودي ونادي هجر .،

## إنجازاته

### مع الأندية
الوداد الرياضي:
- الدوري المغربي الممتاز
  - البطولة: 2015

### مع المنتخبات الوطنية
منتخب المغرب تحت 20 سنة لكرة القدم:
- دوري تولون الدولية لكرة القدم 
  - نهائي: بطولة تولون الدولية لكرة القدم 2015

## وصلات خارجية
- رضا الهجهوج على موقع الاتحاد الدولي (مؤرشف)  (الإنجليزية)
- رضا الهجهوج على موقع قاعدة بيانات كرة القدم.إي يو (الإنجليزية)
- رضا الهجهوج على موقع Soccerway.com (الإنجليزية)
- رضا الهجهوج على موقع كووورة